# Агітка (річка)
Агітка — річка у Росії, права притока Вагаю (басейн Іртиша), тече у Тюменській області на півдні Західно-Сибірської рівнини.

## Фізіографія
Агітка починається за декілька кілометрів на південний захід від села Вершинська Вагайського району Тюменської області. Тече по заболоченій рівнинній місцевості спочатку на північний схід, потім на північ і північний захід; незадовго до злиття з Вагаєм повертає на захід. Агітка впадає у Вагай на 70 км від його гирла, біля села Копотіли, розташованого дещо вище по течії Вагаю.
Єдина крупна притока — річка Великий Ік — впадає в Агітку зліва у верхній течії.
В басейні Агітки багато боліт і дрібних озер, які відіграють важливу роль в регуляції її стоку.

## Гідрологія
Довжина річки 120 км, площа басейну 3 500 км². Середньорічний стік 7,33 м³/с. Виміряння стоку проводилося протягом 34 років (з 1957 по 1990) у селі Мітькинське за 27 км від гирла на висоті 38,4 м. Багаторічний мінімум стоку спостерігається у березні (0,97 м³/с), максимум — у травні (33,84 м³/с). За період спостережень абсолютний мінімум місячного стоку (0,40 м³/с) спостерігався у березні 1989, абсолютний максимум (130 м³/с) — у травні 1987.
Агітка замерзає на початку листопада, скресає у квітні. Живлення мішане з переважанням снігового. Мінімум стоку в літній період, коли річка вільна від криги, спостерігався у серпні і вересні 1989 року — 0,62 м³/с.
Річковий стік зазнає значних коливань від року до року. Наприклад, середньорічний стік 1987 року становив 17,49 м³/с, роком пізніше знизився до 5,86 м³/с, а в надзвичайно посушливому 1989 році становив лише 1,89 м³/с.

## Інфраструктура
Агітка повністю знаходиться в межах Вагайського району Тюменської області. Басейн Агітки дуже заболочений, внаслідок чого господарська інфраструктура нерозвинена. Ґрунтові дороги удовж річки існують тільки у нижній та середній течії. Значні населені пункти на річці відсутні, існують лише невеликі села: Вершинська, Тукуз, Казанське, Лямчай, Сулейменська, Мітькинське, Домніно.
Верхів’я Агітки та береги розташованого на схід від неї озера Великий Уват — традиційна область розселення сибірських татар.